# Newcastle (Washington)
Newcastle é uma cidade localizada no estado norte-americano de Washington, no Condado de King.

## Demografia
Segundo o censo norte-americano de 2000, a sua população era de 7737 habitantes.
Em 2006, foi estimada uma população de 9592, um aumento de 1855 (24.0%).

## Geografia
De acordo com o United States Census Bureau tem uma área de 11,6 km², dos quais 11,6 km² cobertos por terra e 0,0 km² cobertos por água.

## Localidades na vizinhança
O diagrama seguinte representa as localidades num raio de 8 km ao redor de Newcastle.